# Grégoire XIII
Pour les articles homonymes, voir Boncompagni.
Grégoire XIII  est le 226e pape de l'Église catholique, élu le 13 mai 1572 et mort à Rome le 10 avril 1585. Né à Bologne le 7 janvier 1502, Ugo Boncompagni est d'abord un juriste ecclésiastique ayant mené sa carrière dans la Curie romaine. Évêque en 1558, il devient proche collaborateur du pape Pie V, qui apprécie son esprit méthodique, à la fois prudent et précis, et qui le crée cardinal. Élu pape, le cardinal Ugo Boncompagni succède à Pie V et choisit le nom pontifical de Grégoire XIII (en latin Gregorius XIII).

## Biographie
Après des études de droit canonique et civil à l'université de Bologne, il entre à la Curie romaine en 1539. Paul III lui donne les postes d'abréviateur de la Chancellerie apostolique et de référendaire du Tribunal suprême de la Signature apostolique. En 1545, il participe comme juriste au concile de Trente.
En 1558, il est nommé évêque, et doit être ordonné prêtre auparavant. En 1566, il est nommé secrétaire des brefs pontificaux. Enfin, en 1572, il est élu pape à la mort de Pie V. Le conclave qui l'élit au trône pontifical est exceptionnellement bref : il ne dura qu'une journée.
Il eut un fils, Giacomo Boncompagni, avec  sa maîtresse de Carpi, Maddalena Fulchini. Il se trouvait dans cette ville pour participer au Concile de Trente pendant la période où il y avait été transféré. Il fut légitimé le 5 juillet 1548 et confié aux Jésuites pour parfaire son éducation. Une descendance en ligne masculine (et féminine) issue de son mariage avec Costanza Sforza subsiste toujours actuellement. 

## Œuvre comme pape
Grégoire XIII est surtout connu dans l'histoire comme le réformateur du calendrier par la bulle Inter gravissimas, en 1582, rattrapant les dix jours de retard pris par rapport au Soleil et modifiant, pour l'avenir, les modalités des années bissextiles. Il décréta également officiellement que les années commenceraient le 1er janvier, ce qui était déjà le cas dans quelques pays comme la France ou l’Allemagne.
Il se distingue aussi par ses nombreuses fondations de séminaires, estimant que la formation d'un clergé de qualité est la meilleure arme contre l'expansion du protestantisme. Il fonde ainsi le Collège allemand, le Collège grec, le Collège maronite ou encore le Collège des Néophytes (réservé aux Juifs et Musulmans nouvellement convertis). Il envoya une mission jésuite dans l'Empire ottoman en 1583 qui fondèrent le lycée Saint-Benoît, institution phare de l'enseignement catholique au Levant. Il donne un bâtiment au Collège romain (Collegium romanum), tenu par les jésuites qui en témoignage de gratitude le renommèrent « Université grégorienne ». Par la lettre apostolique Quanto fructusius il confirme à nouveau la Compagnie de Jésus et ses Constitutions comme ordre religieux.

Par la bulle In supereminenti du 5 décembre 1572, il créa dans le duché de Bar aux frontières de l'Allemagne protestante, l'université de Pont-à-Mousson également entre les mains des Jésuites.

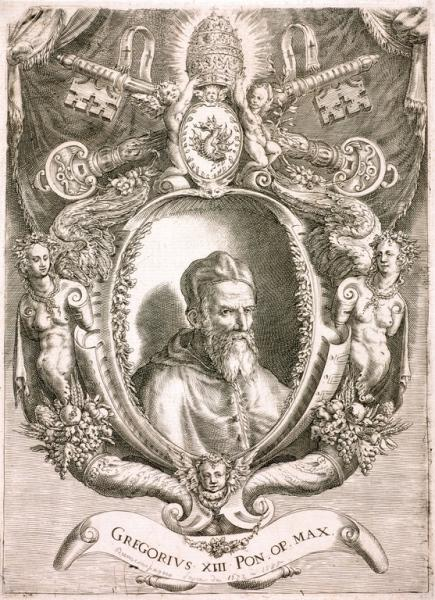
Grégoire XIII

L'année de son élection, il fait chanter un Te Deum et graver une médaille après le massacre de la Saint-Barthélemy, survenu dans la nuit du 23 au 24 août 1572. Mais c’était sans connaître la réalité des événements. En effet, on lui avait simplement dit que la famille royale de France avait échappé à un attentat.  Néanmoins, lorsqu'on découvrit les massacres, il modifia sa position.
Il autorise les inquisiteurs à procéder librement contre certains cas d'hérésie, condamne plusieurs pratiques des Juifs et interdit de nouveau le Talmud par le motu proprio Antiqua Judæorum improbitas de l'année 1581. Il confirme par la bulle Alias piæ memoriæ de la même année l'interdiction aux médecins juifs et « infidèles » de guérir les chrétiens (qui a été ordonnée par Paul IV dans la bulle Cum nimis absurdum) mais recommande l'application de cette règle dans toutes les terres chrétiennes.
Dans l'affaire Simon de Trente où un enfant dont le meurtre en 1475 avait été imputé à des Juifs en tant que « crime rituel », il reconnaît Simon comme un martyr et visite son sanctuaire.
Au palais du Vatican, il ordonne plusieurs travaux. Il commande aux peintres Lorenzo Sabatini et Federico Zuccari d'achever la décoration de la chapelle Pauline, entamé par Michel-Ange trente ans auparavant. En 1580-1583, il fait réaliser la galerie des cartes géographiques, ornée de quarante cartes topographiques des régions italiennes et des territoires de l'Église d'après des cartons d'Ignazio Danti. Il fait aussi peindre, par Giovanni Antonio da Varese, la mappemonde de la Terza Loggia.

## Postérité
L'astéroïde (560794) Ugoboncompagni, découvert en 2012, est nommé en son honneur. Ce choix salue sa contribution à la recherche astronomique, notamment par la construction sous son pontificat de la Tour des Vents au Vatican.

## Dans la fiction
Personnage haut en couleur du roman de Robert Merle, L'Idole, Grégoire XIII n'y est pas décrit comme un grand pape, mais bien comme un homme presque… sans foi ni loi. Dans sa fiction, le romancier l'imagine comme étant à l'origine de l'enfermement de Vittoria Accoramboni, personnage central de son roman, et ce pour de très discutables raisons (voir aussi Paolo Orsini et Vittoria Accoramboni, dans les Chroniques italiennes de Stendhal, également fictionnelles).
Dans La Dame de Monsoreau, Dumas le cite à plusieurs reprises. Il est celui qui soutient les Ligueurs, dont La Hurière (personnage de La Reine Margot), le comte de Monsoreau, etc. : « Notre Union est sainte, notre Ligue est loyale, consacrée, bénie, encouragée par notre saint père le pape Grégoire XIII », éd. Claude Schopp, Paris, Robert Laffont, 1992, p. 728.